# فرمانده نیروی هوایی اسرائیل
فرمانده نیروی هوایی اسرائیل (به عبری: מפקדי חיל האוויר‎) رئیس و عالی‌رتبه نیروی هوایی اسرائیل است و کنترل عملیاتی را در اختیار دارد و مسئولیت عملیات کلی نیروی هوایی را بر عهده دارد. فرمانده کنونی تومر بار است.

## فهرست فرماندهان
| ر. | تصویر           | نام                         | آغاز تصدی    | پایان تصدی   | طول دوران    | منبع  |
| -- | --------------- | --------------------------- | ------------ | ------------ | ------------ | ----- |
| ۱  | اسرائیل امیر    | اسرائیل امیر (۲۰۰۲–۱۹۰۲)    | مه ۱۹۴۸      | جولای ۱۹۴۸   | ۲ ماه        | [ ۱ ] |
| ۲  | آهارون رامز     | آهارون رامز (۱۹۹۴–۱۹۱۹)     | جولای ۱۹۴۸   | دسامبر ۱۹۵۰  | ۲ سال، ۵ ماه | [ ۱ ] |
| ۳  | شلومو شامیر     | شلومو شامیر (۲۰۰۹–۱۹۱۵)     | دسامبر ۱۹۵۰  | اوت ۱۹۵۱     | ۸ ماه        | [ ۱ ] |
| ۴  | هایم لاسکوف     | هایم لاسکوف (۱۹۸۲–۱۹۱۹)     | اوت ۱۹۵۱     | مه ۱۹۵۳      | ۱ سال، ۹ ماه | [ ۱ ] |
| ۵  | دن تولکوفسکی    | دن تولکوفسکی (زادهٔ ۱۹۲۱)    | مه ۱۹۵۳      | جولای ۱۹۵۸   | ۵ سال، ۲ ماه | [ ۱ ] |
| ۶  | عزر وایزمن      | عزر وایزمن (۲۰۰۵–۱۹۲۴)      | جولای ۱۹۵۸   | آوریل ۱۹۶۶   | ۷ سال، ۹ ماه | [ ۱ ] |
| ۷  | مردخای هود      | مردخای هود (۲۰۰۳–۱۹۲۶)      | آوریل ۱۹۶۶   | مه ۱۹۷۳      | ۷ سال، ۱ ماه | [ ۱ ] |
| ۸  | بنی پلد         | بنی پلد (۲۰۰۲–۱۹۲۸)         | مه ۱۹۷۳      | اکتبر ۱۹۷۷   | ۴ سال، ۵ ماه | [ ۱ ] |
| ۹  | دیوید ایوری     | دیوید ایوری (زادهٔ ۱۹۳۴)     | اکتبر ۱۹۷۷   | دسامبر ۱۹۸۲  | ۵ سال، ۲ ماه | [ ۱ ] |
| ۱۰ | آموس لاپیدوت    | آموس لاپیدوت (۲۰۱۹–۱۹۳۴)    | دسامبر ۱۹۸۲  | سپتامبر ۱۹۸۷ | ۴ سال، ۹ ماه | [ ۱ ] |
| ۱۱ | آویهو بن نون    | آویهو بن نون (زادهٔ ۱۹۳۹)    | سپتامبر ۱۹۸۷ | ژانویه ۱۹۹۲  | ۴ سال، ۴ ماه | [ ۱ ] |
| ۱۲ | هرتزل بودینگر   | هرتزل بودینگر (زادهٔ ۱۹۴۳)   | ژانویه ۱۹۹۲  | جولای ۱۹۹۲   | ۴ سال، ۶ ماه | [ ۱ ] |
| ۱۳ | ایتان بن الیاهو | ایتان بن الیاهو (زادهٔ ۱۹۴۴) | جولای ۱۹۹۶   | آوریل ۲۰۰۰   | ۳ سال، ۹ ماه | [ ۱ ] |
| ۱۴ | دان حالوتس      | دان حالوتس (زادهٔ ۱۹۴۸)      | آوریل ۲۰۰۰   | آوریل ۲۰۰۴   | ۴ سال        | [ ۱ ] |
| ۱۵ | الیزر شکدی      | الیزر شکدی (زادهٔ ۱۹۵۷)      | آوریل ۲۰۰۴   | مه ۲۰۰۸      | ۴ سال، ۱ ماه | [ ۱ ] |
| ۱۶ | ایدو نهشتن      | ایدو نهشتن (زادهٔ ۱۹۵۷)      | مه ۲۰۰۸      | مه ۲۰۱۲      | ۴ سال        | [ ۱ ] |
| ۱۷ | امیر اشل        | امیر اشل (زادهٔ ۱۹۵۹)        | مه ۲۰۱۲      | اوت ۲۰۱۷     | ۵ سال، ۳ ماه | [ ۱ ] |
| ۱۸ | آمیکام نورکین   | آمیکام نورکین (زادهٔ ۱۹۶۶)   | اوت ۲۰۱۷     | آوریل ۲۰۲۲   | ۴ سال، ۸ ماه | [ ۲ ] |
| ۱۹ | تومر بار        | تومر بار (زادهٔ 1969)        | April 2022   | متصدی        | ۳ سال، ۲ ماه | [ ۳ ] |